# Persone di nome Niels
| Questa pagina contiene informazioni ricavate automaticamente dalle voci biografiche con l'ausilio del template Bio e di un bot. L'aggiornamento è periodico e automatico e ricostruisce completamente la pagina. Se manca una persona in questa lista, sei pregato di non aggiungerla, ma accertati piuttosto che la sua voce biografica contenga il template Bio e che i dati anagrafici siano correttamente compilati. Se il template Bio manca, inseriscilo tu stesso o, in alternativa, metti l'avviso {{tmp\|Bio}} che ne segnala la mancanza. Se i dati riportati sono sbagliati, correggi direttamente la voce biografica; le modifiche saranno visibili in questa lista entro pochi giorni. Per chiarimenti vedi il progetto antroponimi. La lista contiene solo le 63 persone che sono citate nell'enciclopedia e per le quali è stato implementato correttamente il template Bio. Pagina aggiornata al 22 gen 2025. |

Questa è una lista di persone presenti nell'enciclopedia che hanno il nome Niels, suddivise per attività principale.

## Ammiragli(1)
- Niels Juel, ammiraglio danese (Cristiania, n. 1629 - Copenaghen, † 1697)

## Atleti(1)
- Gunnar Nielsen, atleta danese (Copenaghen, n. 1928 - Copenaghen, † 1985)

## Attori(4)
- Niels Arestrup, attore francese (Montreuil, n. 1949 - Ville-d'Avray, † 2024)
- Niels Kurvin, attore tedesco (Monaco di Baviera, n. 1975)
- Peter Nielsen, attore e sceneggiatore danese (Haldum, n. 1876 - Copenaghen, † 1949)
- Niels Schneider, attore francese (Parigi, n. 1987)

## Biblisti(1)
- Niels Peter Lemche, biblista e teologo danese (n. 1945)

## Calciatori(12)
- Niels Erik Andersen, ex calciatore danese (Tørring, n. 1945)
- Niels Bennike, calciatore danese (Copenaghen, n. 1925 - † 2016)
- Niels De Schutter, ex calciatore belga (Dendermonde, n. 1988)
- Niels Fleuren, ex calciatore olandese (Boxmeer, n. 1986)
- Niels Hagenau, ex calciatore danese (Frederiksberg, n. 1943)
- Niels Christian Hüttel, ex calciatore danese (Hedensted, n. 1945)
- Poul Nielsen, calciatore danese (Copenaghen, n. 1891 - Copenaghen, † 1962)
- Niels Nkounkou, calciatore francese (Pontoise, n. 2000)
- Oskar Nørland, calciatore danese (Roskilde, n. 1882 - Frederiksberg, † 1941)
- Niels Oude Kamphuis, ex calciatore olandese (Hengelo, n. 1977)
- Niels Sørensen, ex calciatore danese (Frederiksberg, n. 1951)
- Niels Vorthoren, ex calciatore olandese (Werkendam, n. 1988)

## Canottieri(3)
- Niels Henriksen, ex canottiere danese (Gentofte, n. 1966)
- Niels Torre, canottiere italiano (Volterra, n. 1999)
- Niels van Steenis, ex canottiere olandese (Groninga, n. 1969)

## Cantanti(2)
- Niels Jensen, cantante e attore danese (Faaborg, n. 1964)
- Niels Brinck, cantante danese (n. 1974)

## Cestisti(3)
- Niels Giffey, cestista tedesco (Berlino, n. 1991)
- Niels Marnegrave, ex cestista e allenatore di pallacanestro belga (Liegi, n. 1987)
- Niels Meijer, ex cestista olandese (Santpoort, n. 1980)

## Chirurghi(1)
- Niels Thorkild Rovsing, chirurgo danese (Flensburgo, n. 1862 - Copenaghen, † 1927)

## Ciclisti su strada(1)
- Niels Scheuneman, ex ciclista su strada olandese (Veendam, n. 1983)

## Ciclocrossisti(1)
- Niels Vandeputte, ciclocrossista, ciclista su strada e mountain biker belga (Malle, n. 2000)

## Compositori(1)
- Niels Gade, compositore, direttore d'orchestra e organista danese (Copenaghen, n. 1817 - Copenaghen, † 1890)

## Compositori di scacchi(1)
- Niels Høeg, compositore di scacchi danese (Horsens, n. 1876 - Vejle, † 1951)

## Crittografi(1)
- Niels Ferguson, crittografo e scrittore olandese (Eindhoven, n. 1965)

## Danzatori(1)
- Niels Bjørn Larsen, ballerino, direttore artistico e mimo danese (Copenaghen, n. 1913 - † 2003)

## Diplomatici(2)
- Niels Christian Ditleff, diplomatico norvegese (Larvik, n. 1881 - Oslo, † 1956)
- Niels Ersbøll, diplomatico danese (n. 1926)

## Dirigenti sportivi(2)
- Niels Albert, dirigente sportivo, ex ciclocrossista e ciclista su strada belga (Bonheiden, n. 1986)
- Niels Wittich, dirigente sportivo tedesco (Erlensee, n. 1972)

## Entomologi(1)
- Niels Peder Kristensen, entomologo danese (Copenaghen, n. 1943 - Copenaghen, † 2014)

## Fisici(1)
- Niels Bohr, fisico danese (Copenaghen, n. 1885 - Copenaghen, † 1962)

## Ginnasti(2)
- Niels Petersen, ginnasta danese (Copenaghen, n. 1885 - Søllerød, † 1961)
- Niels Turin-Nielsen, ginnasta danese (n. 1887 - † 1964)

## Immunologi(1)
- Niels Kaj Jerne, immunologo danese (Londra, n. 1911 - Gard, † 1994)

## Informatici(1)
- Niels Provos, informatico tedesco

## Matematici(2)
- Niels Henrik Abel, matematico norvegese (Finnøy, n. 1802 - Froland, † 1829)
- Niels Erik Nørlund, matematico e geodeta danese (Slagelse, n. 1885 - Copenaghen, † 1981)

## Medici(1)
- Niels Ryberg Finsen, medico faroese (Tórshavn, n. 1860 - Copenaghen, † 1904)

## Mezzofondisti(1)
- Niels Laros, mezzofondista olandese (Oosterhout, n. 2005)

## Militari(1)
- Niels Ebbesen, militare danese (n. 1308 - † 1340)

## Naturalisti(1)
- Niccolò Stenone, naturalista, geologo e anatomista danese (Copenaghen, n. 1638 - Schwerin, † 1686)

## Orientalisti(1)
- Niels Ludvig Westergaard, orientalista danese (Copenaghen, n. 1815 - Copenaghen, † 1878)

## Pallavolisti(1)
- Niels Klapwijk, pallavolista olandese (Amersfoort, n. 1985)

## Pattinatori di short track(1)
- Niels Kerstholt, pattinatore di short track olandese (Utrecht, n. 1983)

## Pistard(1)
- Niels Fredborg, ex pistard danese (n. 1946)

## Pittori(1)
- Niels Larsen Stevns, pittore e scultore danese (Gevnø, n. 1864 - Frederiksberg, † 1941)

## Politici(2)
- Niels Neergaard, politico danese (Hjørring, n. 1854 - Copenaghen, † 1936)
- Niels Helveg Petersen, politico danese (Odense, n. 1939 - † 2017)

## Registi(1)
- Niels Arden Oplev, regista, sceneggiatore e produttore televisivo danese (Himmerland, n. 1961)

## Sciatori alpini(1)
- Niels Hintermann, sciatore alpino svizzero (Bülach, n. 1995)

## Sollevatori(1)
- Niels Petersen, sollevatore danese (Kerteminde, n. 1918 - Copenaghen, † 1966)

## Sovrani(1)
- Niels di Danimarca, re danese († 1134)

## Tiratori a segno(1)
- Niels Larsen, tiratore a segno danese (Horsens, n. 1889 - Otterup, † 1969)

## Velocisti(1)
- Niels Holst-Sørensen, velocista e mezzofondista danese (Sønder Felding, n. 1922 - † 2023)